# ミハイル・フェールマン
ミカエル・ファエルマン（Mikhail Faerman, 1955年 - ）は、モルドバのピアニストである。

## 略歴
モルドバのバルツィに生まれ、モスクワ音楽院でヤコフ・フリエールに師事する。在学中の1975年にベルギー・ブリュッセルで開催されたエリザベート王妃国際音楽コンクールのピアノ部門に出場し優勝する。その後はブリュッセルに拠点を移し、1979年から1996年までモンス王立音楽院教授を務め、1997年からはブリュッセル王立音楽院の教授を務めている。